# Aeschiried
Aeschiried, prononcé en dialecte local [æʃːiriəd̥], est le nom d'une localité de la commune de Aeschi bei Spiez dans le canton suisse de Berne. Elle est située sur les hauteurs déboisées à 3 kilomètres au sud-est du village.
La localité est mentionnée par écrit dès 1342, et sous son nom actuel pour la première fois en 1838.

## Domaine skiable
Une petite station de ski a été aménagée sur les pentes avoisinantes. Les pentes sont majoritairement très exposées au soleil, ce qui - de pair avec la faible altitude du domaine et l'absence d'enneigeurs - explique que la saison y est relativement courte et le domaine souvent fermé.
Les deux téléskis Aeschiallmend - point bas du domaine - et Allmispitz - sommet - desservent depuis 1968 et 1971 l'essentiel du domaine skiable. Ils sont - relativement mal - reliés entre eux via un replat imposant de pousser sur les bâtons, à l'altitude de 1148 m. Depuis le sommet, une piste étroite et soumise à une érosion marquée du manteau neigeux relie le milieu du domaine. De là, il est permis soit de retourner au parking, soit en poussant de nouveau sur les bâtons de rejoindre la partie inférieure du domaine. Par faible enneigement, les pistes offrent un relief très marqué - chemins de croisement notamment - ce qui impose une vigilance accrue.
Le fil-neige de Windegg est situé immédiatement au niveau du parking. Il nécessite un forfait séparé.
Le fil-neige Lucky, situé à Aeschi à environ 900 m d'altitude, nécessite également un forfait séparé.
Le domaine offre une vue plongeante sur les lacs de Thoune et de Brienz.
Le ski de fond peut y être pratiqué en nocturne de 18h à 21h sur 4 km éclairés.
15 kilomètres de chemins de randonnée y sont aménagés.